# Eric van de Poele
Eric Francis Edouard Ghislain Thérèse van de Poele (* 30. September 1961 in Verviers) ist ein ehemaliger belgischer Automobilrennfahrer und Formel-1-Fahrer. Er war für 29 Grands Prix gemeldet, konnte sich aber nur für fünf qualifizieren, in denen er keine WM-Punkte erringen konnte.

## Karriere
Nach einer schwierigen Saison 1984 in der Französischen Formel 3 gewann van de Poele die Belgische und Benelux Formel Ford und fuhr auch in der Belgischen Tourenwagen-Meisterschaft. In den folgenden drei Jahren fuhr er in der BTCC und DTM und gewann gemeinsam mit den Fahrerkollegen Didier Theys und Jean-Michel Martin das 24-Stunden-Rennen von Spa-Francorchamps. Er versuchte sich auch in der Britischen Formel 3. 1987 gewann er in der DTM den Meistertitel mit einem BMW M3 (E30) ohne auch nur ein Rennen zu gewinnen.
1989 wechselte er in die Formel 3000 und wurde Vierter, die Saison 1990 beendete er zwar mit drei Rennsiegen, jedoch nach Punkten abgeschlagen als Vizemeister hinter Érik Comas.

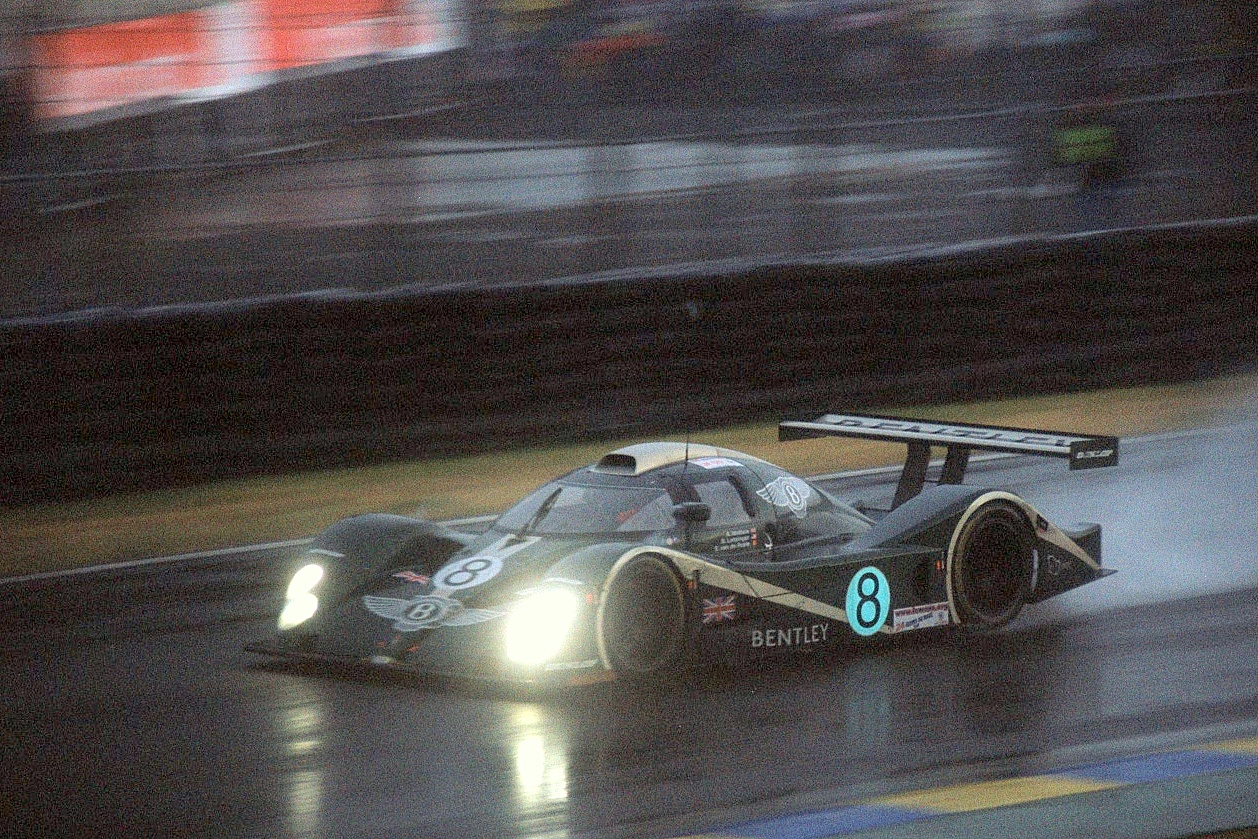
Im Bentley EXP Speed 8 beim 24-Stunden-Rennen von Le Mans 2001

Anschließend unterschrieb er beim Modena Team für die Formel-1-Weltmeisterschaft 1991 einen Vertrag, wo er einen Lambo 291 mit Lamborghini-Motor fuhr. In den ersten beiden Rennen verpasste er die Qualifikation, konnte sich aber für den Großen Preis von San Marino qualifizieren. Dort beeindruckte er im Regen und fuhr gegen Ende des Rennens auf Platz fünf, als er wegen Ölmangels auf Platz neun zurückfiel. Das in finanziellen Schwierigkeiten befindliche Team konnte auf diesen Erfolg nicht aufbauen und van de Poele fuhr in diesem Jahr kein weiteres Rennen.
1992 wechselte er zu dem ebenfalls finanzschwachen Team Brabham. Der Belgier qualifizierte sich für das Eröffnungsrennen in Südafrika und beendete dies als Dreizehnter, konnte sich aber in dem unterlegenen Brabham BT60B kein weiteres Mal qualifizieren.
Zum Großen Preis von Ungarn wechselte er zum aussichtsreichen Fondmetal-Team. Er qualifizierte sich im ersten Versuch, schied im Rennen aber aus. Danach startete er von Platz 15 beim Großen Preis von Belgien, den er als Zehnter beendete und qualifizierte sich erneut für den Großen Preis von Italien, bei dem die Kupplung aber versagte. Danach geriet Fondmetal in finanzielle Schwierigkeiten und zog sich zurück. Van de Poele fuhr kein weiteres Rennen.
Neben seiner Tätigkeit als Testfahrer für Tyrrell 1993 hatte van de Poele anschließend große Erfolge mit Tourenwagen und Sportwagen und gewann die 12-Stunden-Rennen von Sebring 1995 und 1996 sowie das Petit Le Mans 1998. Beim 24-Stunden-Rennen von Le Mans war er bis 2010 zehnmal am Start.
2006 fuhr van de Poele in der Grand Prix Masters Serie.

## Statistik

### Le-Mans-Ergebnisse
| Jahr | Team                      | Fahrzeug               | Teamkollege      | Teamkollege      | Platzierung            | Ausfallgrund    |
| ---- | ------------------------- | ---------------------- | ---------------- | ---------------- | ---------------------- | --------------- |
| 1992 | Peugeot Talbot Sport      | Peugeot 905 Evo 1B     | Karl Wendlinger  | Alain Ferté      | Ausfall                | Motorschaden    |
| 1994 | Clayton Cunningham Racing | Nissan 300ZX           | Paul Gentilozzi  | Shunji Kasuya    | Ausfall                | Zündungsschaden |
| 1996 | Racing for Belgium        | Ferrari 333SP          | Marc Goossens    | Éric Bachelart   | Ausfall                | Unfall          |
| 1997 | Nissan Motorsport         | Nissan R390 GT1        | Riccardo Patrese | Aguri Suzuki     | Ausfall                | Ölpumpe         |
| 1998 | Doyle Risi Racing         | Ferrari 333SP          | Wayne Taylor     | Fermín Velez     | Rang 8 und Klassensieg |                 |
| 2000 | Team Cadillac             | Cadillac Northstar LMP | Wayne Taylor     | Max Angelelli    | Rang 22                |                 |
| 2001 | Team Bentley              | Bentley EXP Speed 8    | Andy Wallace     | Butch Leitzinger | Rang 3 und Klassensieg |                 |
| 2002 | Team Bentley              | Bentley EXP Speed 8    | Andy Wallace     | Butch Leitzinger | Rang 4 und Klassensieg |                 |
| 2008 | Risi Competizione         | Ferrari F430GT2        | Niclas Jönsson   | Tracy Krohn      | Ausfall                | Unfall          |
| 2009 | Risi Competizione         | Ferrari F430 GTC       | Niclas Jönsson   | Tracy Krohn      | Rang 22                |                 |
| 2010 | Risi Competizione         | Ferrari F430 GT2       | Niclas Jönsson   | Tracy Krohn      | Ausfall                | Motorschaden    |

### Sebring-Ergebnisse
| Jahr | Team                       | Fahrzeug               | Teamkollege   | Teamkollege    | Platzierung | Ausfallgrund |
| ---- | -------------------------- | ---------------------- | ------------- | -------------- | ----------- | ------------ |
| 1995 | Scandia Motorsports        | Ferrari 333SP          | Andy Evans    | Fermín Vélez   | Gesamtsieg  |              |
| 1996 | Doyle Racing               | Riley & Scott Mk III   | Wayne Taylor  | Jim Pace       | Gesamtsieg  |              |
| 1997 | Doyle Racing Riley & Scott | Riley & Scott Mk III   | Wayne Taylor  | Scott Sharp    | Ausfall     | Mechanik     |
| 1998 | Doyle-Risi Racing          | Ferrari 333SP          | Wayne Taylor  | Fermín Vélez   | Ausfall     | Wagenbrand   |
| 1999 | Team Rafanelli SRL         | Rafanelli Mk III       | David Saelens | Tomáš Enge     | Ausfall     | Ölleck       |
| 2000 | Team Cadillac              | Cadillac Northstar LMP | Wayne Taylor  | Max Angelelli  | Rang 6      |              |
| 2002 | Panoz Motor Sports         | Panoz LMP01            | David Brabham | Jan Magnussen  | Ausfall     | Motorschaden |
| 2003 | Doran Lista Racing         | Dallara LMP            | Didier Theys  | Fredy Lienhard | Rang 7      |              |
| 2007 | Horag Racing               | Lola B05/40            | Didier Theys  | Fredy Lienhard | Ausfall     | Elektrik     |
| 2008 | Risi Competizione          | Ferrari F430 GTC       | Tracy Krohn   | Niclas Jönsson | Rang 14     |              |
| 2009 | Risi Competizione          | Ferrari F430 GTC       | Tracy Krohn   | Niclas Jönsson | Rang 12     |              |
| 2010 | Risi Competizione          | Ferrari F430 GTC       | Tracy Krohn   | Niclas Jönsson | Rang 14     |              |

### Einzelergebnisse in der Sportwagen-Weltmeisterschaft
| Saison | Team              | Rennwagen   | 1   | 2   | 3   | 4   | 5   | 6   | 7   | 8   | 9   |
| ------ | ----------------- | ----------- | --- | --- | --- | --- | --- | --- | --- | --- | --- |
| 1990   | Spice Engineering | Spice SE90C | SUZ | MON | SIL | SPA | DIJ | NÜR | DON | MOT | MEX |
| 1990   | Spice Engineering | Spice SE90C |     | 6   |     |     |     |     | 5   |     |     |
| 1992   | Peugeot Sport     | Peugeot 905 | MON | SIL | LEM | DON | SUZ | MAG |     |     |     |
| 1992   | Peugeot Sport     | Peugeot 905 | DNF |     |     |     |     |     |     |     |     |